# Donald G. Fisher

Logo des Modeunternehmens Gap Inc.

Donald George Fisher (* 3. September 1928 in San Francisco, Kalifornien; † 27. September 2009 ebenda) war ein US-amerikanischer Unternehmer. Er war unter anderem zusammen mit seiner Frau Mitbegründer des Modeunternehmens Gap Inc.

## Leben
Fisher wuchs in einer jüdischen Familie in Kalifornien auf. Er studierte von 1946 bis 1951 Betriebswirtschaftslehre an der University of California, Berkeley. Er war aktiver Sportler der Universitätsmannschaften im Schwimmen und Wasserpolo. Außerdem gehörte er zur Studentenverbindung Delta Kappa Epsilon.
1969 gründete Fisher zusammen mit seiner Frau Doris das Modeunternehmen Gap Inc., das zum größten US-amerikanischen Bekleidungseinzelhändler aufstieg.

## Wohltätigkeit
Fisher galt als bekannter Sammler zeitgenössischer Kunstwerke, unter anderem von Andy Warhol, Alexander Calder, Roy Lichtenstein, Ellsworth Kelly, Gerhard Richter, Anselm Kiefer, Chuck Close und Claes Oldenburg. Die Pläne des Ehepaars Fisher, die Sammlung im Nationalpark des Presidio in der Nähe der Golden Gate Bridge ausstellen zu können, scheiterten 2009. Alternativ beschloss das Paar mit dem San Francisco Museum of Modern Art eine Vereinbarung über Ausstellungsmöglichkeiten abzuschließen, die mit dem 2016 eröffneten Anbau des Museums realisiert wurde.
Fisher engagierte sich ferner für das Bildungsprogramm der Edison Schools.